# Orchis beyrichii
Orchis beyrichii är en orkidéart som först beskrevs av Heinrich Gustav Reichenbach, och fick sitt nu gällande namn av Anton Joseph Kerner. Orchis beyrichii ingår i släktet nycklar, och familjen orkidéer. Inga underarter finns listade i Catalogue of Life.